# Аризона-Сіті (Аризона)
Аризона-Сіті (англ. Arizona City) — переписна місцевість (CDP) в США, в окрузі Пінал штату Аризона. Населення — 9868 осіб (2020).

## Географія
Аризона-Сіті розташована за координатами 32°45′3″ пн. ш. 111°40′14″ зх. д. / 32.75083° пн. ш. 111.67056° зх. д. (32.750787, -111.670454).  За даними Бюро перепису населення США в 2010 році переписна місцевість мала площу 16,02 км², з яких 15,83 км² — суходіл та 0,19 км² — водойми.

### Клімат
| Клімат : Аризона-Сіті        | Клімат : Аризона-Сіті | Клімат : Аризона-Сіті | Клімат : Аризона-Сіті | Клімат : Аризона-Сіті | Клімат : Аризона-Сіті | Клімат : Аризона-Сіті | Клімат : Аризона-Сіті | Клімат : Аризона-Сіті | Клімат : Аризона-Сіті | Клімат : Аризона-Сіті | Клімат : Аризона-Сіті | Клімат : Аризона-Сіті | Клімат : Аризона-Сіті |
| Показник                     | Січ.                  | Лют.                  | Бер.                  | Квіт.                 | Трав.                 | Черв.                 | Лип.                  | Серп.                 | Вер.                  | Жовт.                 | Лист.                 | Груд.                 | Рік                   |
| Абсолютний максимум, °C      | 30,6                  | 32,8                  | 36,7                  | 39,4                  | 45,6                  | 48,3                  | 47,8                  | 46,7                  | 45,0                  | 41,7                  | 34,4                  | 29,4                  | 48,3                  |
| Середній максимум, °C        | 20,6                  | 22,2                  | 26,1                  | 30,6                  | 35,6                  | 40,6                  | 41,1                  | 39,4                  | 37,8                  | 32,2                  | 25,0                  | 20,0                  | 31,0                  |
| Середній мінімум, °C         | 2,2                   | 4,4                   | 6,7                   | 10,0                  | 14,4                  | 19,4                  | 23,3                  | 23,3                  | 19,4                  | 12,2                  | 6,1                   | 1,7                   | 12,0                  |
| Абсолютний мінімум, °C       | −10,6                 | −7,2                  | −5                    | −2,8                  | −1,7                  | 6,7                   | 14,4                  | 12,2                  | 3,3                   | −1,1                  | −5,6                  | −9,4                  | −10,6                 |
| Норма опадів, мм             | 27                    | 35                    | 25                    | 7                     | 5                     | 4                     | 22                    | 49                    | 23                    | 21                    | 17                    | 33                    | 268                   |
| ---------------------------- | --------------------- | --------------------- | --------------------- | --------------------- | --------------------- | --------------------- | --------------------- | --------------------- | --------------------- | --------------------- | --------------------- | --------------------- | --------------------- |
| Джерело: The Weather Channel |                       |                       |                       |                       |                       |                       |                       |                       |                       |                       |                       |                       |                       |

## Демографія
Згідно з переписом 2010 року, у переписній місцевості мешкало 10 475 осіб у 3970 домогосподарствах у складі 2858 родин. Густота населення становила 654 особи/км².  Було 5064 помешкання (316/км²).
Расовий склад населення:
| - 73,7 % — білих - 4,2 % — чорних або афроамериканців - 3,5 % — корінних американців - 0,5 % — азіатів - 0,2 % — вихідців з тихоокеанських островів - 13,4 % — осіб інших рас |

До двох чи більше рас належало 4,5 %. Частка іспаномовних становила 34,2 % від усіх жителів.
За віковим діапазоном населення розподілялося таким чином: 26,6 % — особи молодші 18 років, 56,8 % — особи у віці 18—64 років, 16,6 % — особи у віці 65 років та старші. Медіана віку мешканця становила 36,7 року. На 100 осіб жіночої статі у переписній місцевості припадало 96,4 чоловіків;  на 100 жінок у віці від 18 років та старших — 95,9 чоловіків також старших 18 років.
Середній дохід на одне домашнє господарство  становив 50 391 долар США (медіана — 42 927), а середній дохід на одну сім'ю — 51 250 доларів (медіана — 42 447). Медіана доходів становила 40 112 долари для чоловіків та 33 974 долари для жінок. За межею бідності перебувало 17,7 % осіб, у тому числі 22,5 % дітей у віці до 18 років та 10,6 % осіб у віці 65 років та старших.
Цивільне працевлаштоване населення становило 3730 осіб. Основні галузі зайнятості: освіта, охорона здоров'я та соціальна допомога — 24,5 %, виробництво — 12,7 %, роздрібна торгівля — 12,6 %.